# Argyrosticta craesita
Argyrosticta craesita är en fjärilsart som beskrevs av William Schaus 1904. Argyrosticta craesita ingår i släktet Argyrosticta och familjen nattflyn. Inga underarter finns listade i Catalogue of Life.